# Larbi Tébessi
Allamah (en) Cheikh Larbi Tébessi (en arabe : العربي التبسي), de son vrai nom Larbi Ferhati, né en 1895 à Stah, est un savant musulman révolutionnaire et réformiste algérien, président de l'Association des oulémas musulmans algériens. Il disparaît le 4 avril 1957, pendant la bataille d'Alger, enlevé à son domicile par un commando de l'armée française,.

## Situation personnelle

### Origines
Il est né en 1895 à Stah, au sud-ouest de Tébessa, au sein d'une famille paysanne pauvre appartenant à la tribu chaouie des Nemencha. Sa filiation patrilinéaire (nassab) est la suivante : Larbi ben Belkacem ben Mbarek ben Ferhat (arabe : العربي بن بلقاسم بن مبارك بن فرحات). Du fait de ce dernier ancêtre, sa nisba de base est Ferhati. 

### Formation
Dans son enfance, il commence à mémoriser le Coran sous la houlette de son père. Ce dernier meurt en 1903, mais Larbi continue son apprentissage et finit par mémoriser entièrement le Coran en 1910 à la zaouïa rahmania de Khanga au sud-est de Khenchela. Il part ensuite étudier la psalmodie coranique, la calligraphie, la grammaire et la syntaxe arabes ainsi que la jurisprudence et le monothéisme islamiques à la zaouïa Sidi Ben Azzouz de Nefta. En 1914, il intègre l'université Zitouna de Tunis. Il y obtient le diplôme d'El Ahlia (ar) et prépare celui du tatoui mais ne se présente pas à l'examen final. En 1920, il s'installe au Caire où il assiste, pendant de nombreuses années, aux cercles de sciences de la mosquée Al-Azhar avant de retourner en Tunisie en 1927. Cette-même année, il passe et valide finalement le tatoui. 

## Engagement militant
Rentré en Algérie à la fin des années 1920, il participe en 1931 à la fondation de l'Association des oulémas musulmans algériens.
En 1932, il revient à Tébessa à la demande de ses habitants. En 1934, il y fonde la médersa Tahdib, ouverte aux garçons et aux filles, et qui accueille lors de sa première rentrée plus de 500 élèves. À côté de la médersa, le cheikh Larbi Tébessi tient une petite mosquée où il dénonce le colonialisme français dans ses prêches (khoutab). 
Larbi Tébessi est arrêté en 1943 puis relâché. À la suite des massacres de Sétif et Guelma, il est de nouveau arrêté et assigné à résidence à Mécheria jusqu'au printemps 1946.
Devenu président de l'Association des oulémas musulmans algériens en 1952, il est l'acteur principal de son ralliement au Front de libération nationale (FLN) en 1956. Ce ralliement s'effectue après l'appel au djihad de Youcef Zighoud et l'insurrection du 20 août 1955 qui ont donné un second souffle, décisif, à la révolution algérienne.
Le cheikh Larbi Tébessi est tué en 1957 par un commando de l'armée française à Alger. Exécuté « dans des conditions obscures », son corps ne sera pas retrouvé. Il aurait été immergé vivant dans une cuve d'huile bouillante. 

## Postérité
- L'université de Tébessa (ar) porte son nom[11].
- Le prix Larbi-Tébessi est décerné aux meilleurs chercheurs en Algérie[12].
- Des colloques sont organisés par les ministères de la Culture et des Moudjahidine en Algérie pour célébrer la mémoire de Larbi Tébessi chaque année[13].
- L'aéroport de Tébessa porte son nom.
- Une école porte son nom à Tlemcen

## Décorations
- Ahid de l'ordre du Mérite national d'Algérie.